# Xã Owatonna, Quận Steele, Minnesota
Xã Owatonna (tiếng Anh: Owatonna Township) là một xã thuộc quận Steele, tiểu bang Minnesota, Hoa Kỳ. Năm 2010, dân số của xã này là 609 người.